# Festival del Mar
El Festival del Mar se celebró entre el 11 y el 14 de junio de 2004 en Barcelona con motivo del Fórum Universal de las Culturas.
Fue un acontecimiento dedicado al mar y a la cultura marina que congregó en el puerto de Barcelona gran cantidad de embarcaciones clásicas y tradicionales, algunas de ellas tan emblemáticas como el buque-escuela del Reino Unido, Holanda o España. Las actividades del Festival del Mar se completaron con exposiciones, proyecciones de cine, debates, desfiles de tripulaciones, pasacalles, música marinera y visitas a las embarcaciones.
A este acontecimiento asistieron durante sus cuatro días de duración aproximadamente 400.000 personas.
- Datos: Q5861343